# Premio Goya voor beste regisseur
De Premio Goya voor beste regisseur (Mejor dirección) is een van de Goya Filmprijzen en wordt sinds 1987 jaarlijks uitgereikt. In onderstaande lijst staat de winnaar als eerste weergegeven, gevolgd door de andere genomineerden.
| Jaar         | Regisseur                                   | Film                                      |
| ------------ | ------------------------------------------- | ----------------------------------------- |
| 1987 (1ste)  | Fernando Fernán Gómez                       | El viaje a ninguna parte                  |
| 1987 (1ste)  | Emilio Martínez Lázaro                      | Lulú de noche                             |
| 1987 (1ste)  | Pilar Miró                                  | Werther                                   |
| 1988 (2de)   | José Luis Garci                             | Asignatura aprobada                       |
| 1988 (2de)   | Bigas Luna                                  | Angustia                                  |
| 1988 (2de)   | Vicente Aranda                              | El Lute: camina o revienta                |
| 1989 (3de)   | Gonzalo Suárez                              | Remando al viento                         |
| 1989 (3de)   | Pedro Almodóvar                             | Mujeres al borde de un ataque de nervios  |
| 1989 (3de)   | Ricardo Franco                              | Berlín Blues                              |
| 1989 (3de)   | Antonio Mercero                             | Espérame en el cielo                      |
| 1989 (3de)   | Francisco Regueiro                          | Diario de invierno                        |
| 1990 (4de)   | Fernando Trueba                             | El sueño del mono loco                    |
| 1990 (4de)   | Vicente Aranda                              | Si te dicen que caí                       |
| 1990 (4de)   | Fernando Fernán Gómez                       | El mar y el tiempo                        |
| 1990 (4de)   | Josefina Molina                             | Esquilache                                |
| 1990 (4de)   | Agustí Villaronga                           | El niño de la luna                        |
| 1991 (5de)   | Carlos Saura                                | ¡Ay, Carmela!                             |
| 1991 (5de)   | Pedro Almodóvar                             | ¡Átame!                                   |
| 1991 (5de)   | Montxo Armendáriz                           | Las cartas de Alou                        |
| 1992 (6de)   | Vicente Aranda                              | Amantes                                   |
| 1992 (6de)   | Pilar Miró                                  | Beltenebros                               |
| 1992 (6de)   | Imanol Uribe                                | El rey pasmado                            |
| 1993 (7de)   | Fernando Trueba                             | Belle Époque                              |
| 1993 (7de)   | Bigas Luna                                  | Jamón Jamón                               |
| 1993 (7de)   | Pedro Olea                                  | El maestro de esgrima                     |
| 1994 (8ste)  | Luis García Berlanga                        | Todos a la cárcel                         |
| 1994 (8ste)  | Vicente Aranda                              | Intruso                                   |
| 1994 (8ste)  | Juanma Bajo Ulloa                           | La madre muerta                           |
| 1995 (9de)   | Imanol Uribe                                | Días contados                             |
| 1995 (9de)   | Vicente Aranda                              | La pasión turca                           |
| 1995 (9de)   | José Luis Garci                             | Canción de cuna                           |
| 1996 (10de)  | Álex de la Iglesia                          | El día de la bestia                       |
| 1996 (10de)  | Pedro Almodóvar                             | La flor de mi secreto                     |
| 1996 (10de)  | Manuel Gómez Pereira                        | Boca a boca                               |
| 1997 (11de)  | Pilar Miró                                  | El perro del hortelano                    |
| 1997 (11de)  | Julio Medem                                 | Tierra                                    |
| 1997 (11de)  | Imanol Uribe                                | Bwana                                     |
| 1998 (12de)  | Ricardo Franco                              | La buena estrella                         |
| 1998 (12de)  | Adolfo Aristarain                           | Martín (Hache)                            |
| 1998 (12de)  | Montxo Armendáriz                           | Secretos del corazón                      |
| 1999 (13de)  | Fernando León de Aranoa                     | Barrio                                    |
| 1999 (13de)  | Alejandro Amenábar                          | Abre los ojos                             |
| 1999 (13de)  | José Luis Garci                             | El abuelo                                 |
| 1999 (13de)  | Fernando Trueba                             | La niña de tus ojos                       |
| 2000 (14de)  | Pedro Almodóvar                             | Todo sobre mi madre                       |
| 2000 (14de)  | José Luis Cuerda                            | La lengua de las mariposas                |
| 2000 (14de)  | Gracia Querejeta                            | Cuando vuelvas a mi lado                  |
| 2000 (14de)  | Benito Zambrano                             | Solas                                     |
| 2001 (15de)  | José Luis Borau                             | Leo                                       |
| 2001 (15de)  | Jaime Chávarri                              | Besos para todos                          |
| 2001 (15de)  | Álex de la Iglesia                          | La comunidad                              |
| 2001 (15de)  | José Luis Garci                             | You're the one (una historia de entonces) |
| 2002 (16de)  | Alejandro Amenábar                          | Los otros                                 |
| 2002 (16de)  | Vicente Aranda                              | Juana la Loca                             |
| 2002 (16de)  | Agustín Díaz Yanes                          | Sin noticias de Dios                      |
| 2002 (16de)  | Julio Medem                                 | Lucía y el sexo                           |
| 2003 (17de)  | Fernando León de Aranoa                     | Los lunes al sol                          |
| 2003 (17de)  | Pedro Almodóvar                             | Hable con ella                            |
| 2003 (17de)  | Antonio Hernández                           | En la ciudad sin límites                  |
| 2003 (17de)  | Emilio Martínez Lázaro                      | El otro lado de la cama                   |
| 2004 (18de)  | Icíar Bollaín                               | Te doy mis ojos                           |
| 2004 (18de)  | Isabel Coixet                               | Mi vida sin mí                            |
| 2004 (18de)  | Cesc Gay                                    | En la ciudad                              |
| 2004 (18de)  | David Trueba                                | Soldados de Salamina                      |
| 2005 (19de)  | Alejandro Amenábar                          | Mar adentro                               |
| 2005 (19de)  | Pedro Almodóvar                             | La mala educación                         |
| 2005 (19de)  | Adolfo Aristarain                           | Roma                                      |
| 2005 (19de)  | Carlos Saura                                | El séptimo día                            |
| 2006 (20ste) | Isabel Coixet                               | The Secret Life of Words                  |
| 2006 (20ste) | Montxo Armendáriz                           | Obaba                                     |
| 2006 (20ste) | Alberto Rodríguez Librero                   | 7 vírgenes                                |
| 2006 (20ste) | Benito Zambrano                             | Habana Blues                              |
| 2007 (21ste) | Pedro Almodóvar                             | Volver                                    |
| 2007 (21ste) | Agustín Díaz Yanes                          | Alatriste                                 |
| 2007 (21ste) | Manuel Huerga                               | Salvador (Puig Antich)                    |
| 2007 (21ste) | Guillermo del Toro                          | El laberinto del fauno                    |
| 2008 (22ste) | Jaime Rosales                               | La soledad                                |
| 2008 (22ste) | Icíar Bollaín                               | Mataharis                                 |
| 2008 (22ste) | Emilio Martínez Lázaro                      | Las 13 rosas                              |
| 2008 (22ste) | Gracia Querejeta                            | Siete mesas de billar francés             |
| 2009 (23ste) | Javier Fesser                               | Camino                                    |
| 2009 (23ste) | José Luis Cuerda                            | Los girasoles ciegos                      |
| 2009 (23ste) | Agustín Díaz Yanes                          | Sólo quiero caminar                       |
| 2009 (23ste) | Álex de la Iglesia                          | The Oxford Murders                        |
| 2010 (24ste) | Daniel Monzón                               | Celda 211                                 |
| 2010 (24ste) | Juan José Campanella                        | El secreto de sus ojos                    |
| 2010 (24ste) | Alejandro Amenábar                          | Ágora                                     |
| 2010 (24ste) | Fernando Trueba                             | El baile de la Victoria                   |
| 2011 (25ste) | Agustí Villaronga                           | Pa negre                                  |
| 2011 (25ste) | Rodrigo Cortés                              | Buried                                    |
| 2011 (25ste) | Álex de la Iglesia                          | Balada triste de trompeta                 |
| 2011 (25ste) | Icíar Bollaín                               | También la lluvia                         |
| 2012 (26ste) | Enrique Urbizu                              | No habrá paz para los malvados            |
| 2012 (26ste) | Pedro Almodóvar                             | La piel que habito                        |
| 2012 (26ste) | Mateo Gil                                   | Blackthorn                                |
| 2012 (26ste) | Benito Zambrano                             | La voz dormida                            |
| 2013 (27ste) | Juan Antonio Bayona                         | The Impossible                            |
| 2013 (27ste) | Pablo Berger                                | Blancanieves                              |
| 2013 (27ste) | Alberto Rodríguez Librero                   | Grupo 7                                   |
| 2013 (27ste) | Fernando Trueba                             | El artista y la modelo                    |
| 2014 (28ste) | David Trueba                                | Vivir es fácil con los ojos cerrados      |
| 2014 (28ste) | Gracia Querejeta                            | 15 años y un día                          |
| 2014 (28ste) | Manuel Martín Cuenca                        | Caníbal                                   |
| 2014 (28ste) | Daniel Sánchez Arévalo                      | La gran familia española                  |
| 2015 (29ste) | Alberto Rodríguez Librero                   | La isla mínima                            |
| 2015 (29ste) | Daniel Monzón                               | El Niño                                   |
| 2015 (29ste) | Carlos Vermut                               | Magical Girl                              |
| 2015 (29ste) | Damián Szifrón                              | Relatos salvajes                          |
| 2016 (30ste) | Cesc Gay                                    | Truman                                    |
| 2016 (30ste) | Paula Ortiz                                 | La novia                                  |
| 2016 (30ste) | Isabel Coixet                               | Nadie quiere la noche                     |
| 2016 (30ste) | Fernando León de Aranoa                     | A Perfect Day                             |
| 2017 (31ste) | Juan Antonio Bayona                         | A Monster Calls                           |
| 2017 (31ste) | Pedro Almodóvar                             | Julieta                                   |
| 2017 (31ste) | Alberto Rodríguez Librero                   | El hombre de las mil caras                |
| 2017 (31ste) | Rodrigo Sorogoyen                           | Que Dios nos perdone                      |
| 2018 (32ste) | Isabel Coixet                               | The Bookshop                              |
| 2018 (32ste) | Aitor Arregi en Jon Garaño                  | Handia                                    |
| 2018 (32ste) | Manuel Martín Cuenca                        | El autor                                  |
| 2018 (32ste) | Paco Plaza                                  | Verónica                                  |
| 2019 (33ste) | Rodrigo Sorogoyen                           | El reino                                  |
| 2019 (33ste) | Javier Fesser                               | Campeones                                 |
| 2019 (33ste) | Isaki Lacuesta                              | Entre dos aguas                           |
| 2019 (33ste) | Asghar Farhadi                              | Todos lo saben                            |
| 2020 (34ste) | Pedro Almodóvar                             | Dolor y gloria                            |
| 2020 (34ste) | Aitor Arregi, Jon Garaño, Jose Mari Goenaga | La trinchera infinita                     |
| 2020 (34ste) | Óliver Laxe                                 | O que arde                                |
| 2020 (34ste) | Alejandro Amenábar                          | Mientras dure la guerra                   |
| 2021 (35ste) | Salvador Calvo                              | Adú                                       |
| 2021 (35ste) | Juanma Bajo Uloa                            | Baby                                      |
| 2021 (35ste) | Icíar Bollaín                               | La boda de Rosa                           |
| 2021 (35ste) | Isabel Coixet                               | It Snows in Benidorm                      |
| 2022 (36ste) | Fernando León de Aranoa                     | El buen patrón                            |
| 2022 (36ste) | Manuel Martín Cuenca                        | La hija                                   |
| 2022 (36ste) | Pedro Almodóvar                             | Madres paralelas                          |
| 2022 (36ste) | Isabel Coixet                               | Maixabel                                  |